# Staxäng
Staxäng är en gård i Bro socken i Bohuslän. Denna har givit namn åt en släkt med flera präster och politiker. Bland dessa märks:
- Ernst Staxäng (1898–1967), riksdagsledamot
- Lars-Arne Staxäng (född 1956), riksdagsledamot
- Sten Edgar Staxäng (1931–2022), präst med stor kontaktyta mot artistvärlden